# Tencteri
I Tencteri erano un antico popolo germanico occidentale stanziato nella Germania Magna, lungo la riva destra del Reno e quindi immediatamente al di là del limes renano, vicini degli Usipeti e dei Catti.

## Storia

### Al tempo di Cesare (55-54 a.C.)
Cesare ricorda i Tencteri in coppia con i vicini Usipeti, entrambe popolazioni germaniche, che nel 55 a.C., spinte alle spalle dai Suebi, si ammassarono sul Reno, con l'intento di passare in Gallia. Alla confluenza tra questo fiume e la Mosa, Cesare e i capi di questi popoli si incontrarono per giungere a un compromesso. Con una scusa, il proconsole romano li fece però arrestare e poi, con azione fulminea, piombò su queste tribù, massacrandole. Cesare ci racconta che Tencteri e Usipeti avevano raggiunto le regioni abitate dai Menapi alla foce del Reno e che fossero ben 430.000 persone, tra civili ed armati.

### Al tempo di Augusto
Nel 17 a.C., sotto il comando di Marco Lollio, la legio V Alaudae fu sconfitta da alcune popolazioni germaniche, tra le quali figuravano i Sugambri, gli Usipeti e i Tencteri, e perse anche il simbolo legionario dell'aquila. L'anno seguente (nel 16 a.C.), il princeps fu accompagnato dal figliastro Tiberio, appena nominato pretore, in Gallia Comata, dove trascorse i tre anni successivi, fino al 13 a.C., per assisterlo nell'organizzazione e governo delle province galliche.
Pochi anni più tardi, la conduzione della guerra in Germania venne affidata all'altro figliarstro del princeps, Druso maggiore. Nel corso della prima campagna del 12 a.C., Druso, che aveva già programmato un'invasione della Germania insieme ad Augusto (16-13 a.C.), per prima cosa respinse un'invasione di Sigambri e dei loro alleati Tencteri e Usipeti, che avevano mosso contro le genti galliche di confine della Gallia Comata. Penetrò all'interno del territorio germano, passando per l'isola dei Batavi (probabili alleati di Roma) e devastò le terre di Tencteri, Usipeti e Sigambri. Dopo aver disceso con una flotta il Reno in direzione del Mare del Nord (grazie anche alla costruzione di un canale artificiale, la fossa Drusi), si rese alleati i Frisi e penetrò nel territorio dei Cauci, fino oltre l'Amisia (l'attuale Ems, dove potrebbe aver costituito un avamposto per l'attracco).
Nel 10 a.C., sempre Druso diede inizio alle operazioni contro i Catti ed altre popolazioni limitrofe, come i Mattiaci e i Tencteri. Ne devastò, quindi, i territori, che in precedenza i Romani avevano loro assegnato, ma che trovarono disabitati poiché, come avevano fatto i Sigambri l'anno precedente, si erano ritirati nel profondo delle foreste germaniche (selva Ercinia).

## Società

### Tecniche militari
I Tencteri, oltre ad avere una fama di guerrieri, come del resto tutti i Germani, erano rinomati per distinguersi nell'arte dell'equitazione, tanto che la rinomanza dei Catti come fanti non era maggiore di quella dei Tencteri come cavalieri.

### Diritto
I cavalli passavano in eredità come gli schiavi, la casa e tutto ciò che fa parte del diritto successorio. Tacito racconta che i cavalli però non passavano in eredità al figlio maggiore, ma solo a quello tra i figli che fosse più meritevole, vale a dire più valoroso e fiero.